# Condado de Murray (Oklahoma)
O Condado de Murray é um dos 77 condados do estado americano do Oklahoma. A sede do condado é Sulphur, que é também a sua maior cidade.
O condado tem uma área de 1101 km² (dos quais 18 km² estão cobertos por água), uma população de 12 623 habitantes, e uma densidade populacional de 12 hab/km² (segundo o censo nacional de 2000). O condado foi fundado em 1907. O seu nome é uma homenagem a William Henry Murray (1869-1956) que foi governador do Oklahoma entre 1931 e 1935.